# 夢の中で抱きしめて
「夢の中で抱きしめて」（原題：Only When I Sleep）は、アイルランドのバンド、ザ・コアーズが1997年に発表した楽曲。ザ・コアーズのメンバー4人と、オリヴァー・リーバー、ポール・ピーターソン、ジョン・シャンクスの共作による。リーバー、ピーターソン、シャンクスは演奏にも参加しており、また、マット・ローグがドラムスで参加した。
アルバム『トーク・オン・コーナーズ』（1997年）からの第1弾シングルとしてリリースされた。カップリング曲「リメンバー」はスタジオ・アルバム未収録曲だが、『トーク・オン・コーナーズ』の日本盤CDにはボーナス・トラックとして収録された。バンドの母国アイルランドのシングル・チャートでは、デビュー曲「ランナウェイ」（1995年）以来となるトップ10入りを果たした。
ミュージック・ビデオは、ナイジェル・ディックの監督により、1997年9月12日にロサンゼルスで撮影された。ディックはその後、ザ・コアーズのシングル「ホワット・キャン・アイ・ドゥ」のミュージック・ビデオでも監督を務めている。

## 収録曲
1. 夢の中で抱きしめて（ラジオ・エディット） - "Only When I Sleep" (radio edit) - 3:50
2. 夢の中で抱きしめて（LPヴァージョン） - "Only When I Sleep" - 4:23
3. リメンバー - "Remember" - 4:02
4. 夢の中で抱きしめて（インストゥルメンタル） - "Only When I Sleep" (instrumental) - 4:23

## カヴァー
- イ・ウンジュ - 韓国映画『スカーレットレター』（2004年公開）において歌唱した[6]。